# Calle Caveda
La calle Caveda es una vía pública de la ciudad española de Oviedo.

## Descripción

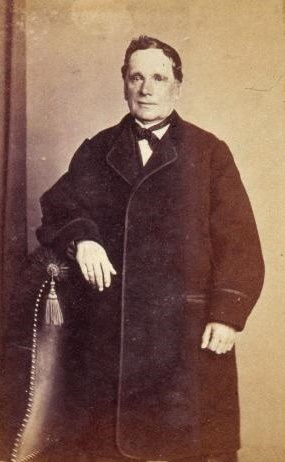
José Caveda y Nava da nombre a la calle

La vía nace de la confluencia de Alonso de Quintanilla con Foncalada, donde conecta con Santa Clara, y llega hasta San Bernabé, punto en el que entronca con Nueve de Mayo. Antes conocida como «Estanco de atrás», desde 1887 honra con el título a José Caveda y Nava (1796-1882), historiador, político y crítico de arte natural de la localidad asturiana de Villaviciosa, diputado a Cortes y director general de Agricultura, Industria y Comercio. Aparece descrita en El libro de Oviedo (1887) de Fermín Canella y Secades con las siguientes palabras:

Caveda.—Por acuerdo municipal de 1887 en memoria de don José Caveda y Nava, hijo insigne de Villaviciosa, consejero de Estado, Académico, modestísimo y probo funcionario, autor de muchas y notables obras y por ellas digno continuador del espíritu de Campomanes y Jovellanos. Antes se llamaba la calle Estanco de atrás por corrupción de estanque. Las aguas pluviales y las de las alcantarillas que vertían al S. y al O. de la ciudad atravesando el Pontón de la Galera se detenían en la huerta de Santa Clara y después salían á precipitarse y estancarse en un hoyo, lindero á la calle que se llamó Estanco del medio, para continuar atravesando una huerta, á nuevo hoyo, llamado Estanco de atrás. Aquellos vecinos, generalmente labradores, echaban narbaso y otros rastrojos en ambos estanques que se quitaron en 1842 y antes se salvaban con un tránsito especial para la gente de á pie. Las mujeres del Estanco de atrás se dedicaron con preferencia á amasar y vender boroña, por lo que se las llamaba boroñeras y fariñeras, mote del que no se libró ni el San Bernabé de la capilla. [...] Finalmente, en la casa número 4 del antes Estanco de atrás había una inscripción que decía: "Esta casa es del Hospital de la Universidad", para cuya fábrica había dejado el insigne arzobispo D. Fernando Valdés y Salas 100.000 maravedises. El establecimiento tuvo constituciones en 1614; pero como los estudiantes se resistieran á curarse y recojerse allí el edificio y rentas se agregaron al Colegio de Recoletas en 1768.—Ent.: Vizcaínos.—Conc.: San Bernabé.
(Canella y Secades, 1887, pp. 106-107)